# 负数
负数（英文：Negative number），在数学上指小于0的实数，如−2、−3.2和−807.5，与正数相对。负數本身是一個不可數的無限集合。這個集合在数学上通常用粗體R−或{\displaystyle \mathbb {R} ^{-}}来表示。负数与0统称非正数。

## 负数的历史
负整数可以被认为是自然数的扩展，使得等式{\displaystyle x-y=z}对任意{\displaystyle x}和{\displaystyle y}都有意义。相对而言，其他数的集合都是从自然数通过逐步扩展得到的。
负数在表示小于 0 的值的时候非常有用。例如，在会计学上，它可以被用来表示負債，而且通常以紅色表示（若不帶負數符號則加上括號），所以又稱「赤字」。
自从漢代，中国数学家就已经了解負數和零的概念了。 公元1世纪的《九章算術》说“正負術曰：同名相除，異名相益，正無入負之，負無入正之。其異名相除，同名相益，正無入正之，負無入負之。”（這段話的大意是“减法：遇到同符号数字应相减其数值，遇到异符号数字应相加其数值，零减正数的差是負數，零减負數的差是正数。”）。以上文字里的“無入”通常被数学历史家认为是零的概念。
尽管中国古人首先发现并应用了负数，但却并没有从理性方面讨论负数存在的意义和本质，这可能是文化习惯导致的。对负数精确的定义，和其根本属性的讨论，是由近代西方数学家首先完成的。
西方最早在数学上使用负数的文獻紀錄，是由古印度數學家婆羅摩笈多於公元628年完成的《婆罗摩历算书》。它的出现是为了表示负资产或债务。在很大程度上，欧洲数学家直到17世纪才接受负数的概念。

## 符号函数
在实数上可以定义这样一个函数{\displaystyle \operatorname {sgn}(x)}，它对正数取值为 1，负数取值为 −1，0 取值为 0。这个函数通常被称为符号函数：
{\displaystyle \operatorname {sgn}(x)=\left\{{\begin{matrix}-1&:x<0\\\;0&:x=0\\\;1&:x>0\end{matrix}}\right.}
当{\displaystyle x}不为 0 时，则有：
{\displaystyle \operatorname {sgn}(x)={\frac {x}{|x|}}={\frac {|x|}{x}}={\frac {d{|x|}}{d{x}}}=2H(x)-1.}
这里，{\displaystyle \left\vert x\right\vert }为{\displaystyle x}的绝对值，{\displaystyle H(x)}为单位阶跃函数。请参见导数。

## 负数的四則運算
| 口訣     | 釋義             | 釋義             | 釋義   | 釋義 | 釋義 | 釋義   | 釋義 | 釋義 |
| 口訣     | 加法             | 減法             | 乘法   | 乘法 | 乘法 | 除法   | 除法 | 除法 |
| 口訣     | 加法             | 減法             | 被乘數 | 乘數 | 積   | 被除數 | 除數 | 商   |
| 正得正   | a + (+b) = a + b | －               | 正     | 正   | 正   | 正     | 正   | 正   |
| 正負得負 | a + (−b) = a − b | －               | 正     | 負   | 負   | 正     | 負   | 負   |
| 負正得負 | －               | a − (+b) = a − b | 負     | 正   | 負   | 負     | 正   | 負   |
| 負得正   | －               | a − (−b) = a + b | 負     | 負   | 正   | 負     | 負   | 正   |

| 兩個符號一樣 | 兩個符號不同 |
| 得正         | 得負         |

### 加法
加上一个负数相当于减去其相反數：
{\displaystyle 6+({\color {Violet}-3})=6-{\color {Orange}3}=3\,}
{\displaystyle -2+({\color {Violet}-5})=-2-{\color {Orange}5}=-7\,}

### 减法
一个较大的正数减去一个较小的正数将得到一个正数
一个较小的正数减去一个较大的正数将得到一个负数：
{\displaystyle 6-3=3\,}
{\displaystyle 4-6=-2\,}
{\displaystyle 0-5=-5\,}
任意负数减去一个正数总得到一个负数：
{\displaystyle -6-3=-(6+3)=-9\,}
减去一个负数相当于加上相应的正数：
{\displaystyle 5-(-2)=5+2=7\,}
{\displaystyle (-6)-(-3)=-(6-3)=-3\,}

### 乘法
一个负数和一个正数相乘得到一个负数：{\displaystyle (-2)\times 3=-6}。这里，乘法可以被看作是多次加法的重复：{\displaystyle (-2)\times 3=(-2)+(-2)+(-2)=-6}。
两个负数相乘得到一个正数：{\displaystyle (-3)\times (-4)=12}。这里，乘法不能再被看作是多次加法的重复了，而是为了使乘法满足分配律： 
{\displaystyle {\bigg [}3+(-3){\bigg ]}\times (-4)=3\times (-4)+(-3)\times (-4).\,}
等式的左边为{\displaystyle 0\times (-4)=0}。等式的右边为{\displaystyle -12+(-3)\times (-4)}。为了使两边相等，必须要{\displaystyle (-3)\times (-4)=12}。

### 除法
除法和乘法类似。若被除数和除数有不同的符号，结果是一个负数：
{\displaystyle \;8\;\div \;(-2)=-4\,}
{\displaystyle (-10)\;\div \;2=-5\,}
若被除数和除数有相同的符号（就算他们均为负），结果是一个正数：
{\displaystyle (-6)\;\div \;(-3)=6\;\div \;3=2\,}